# William Lucas Distant

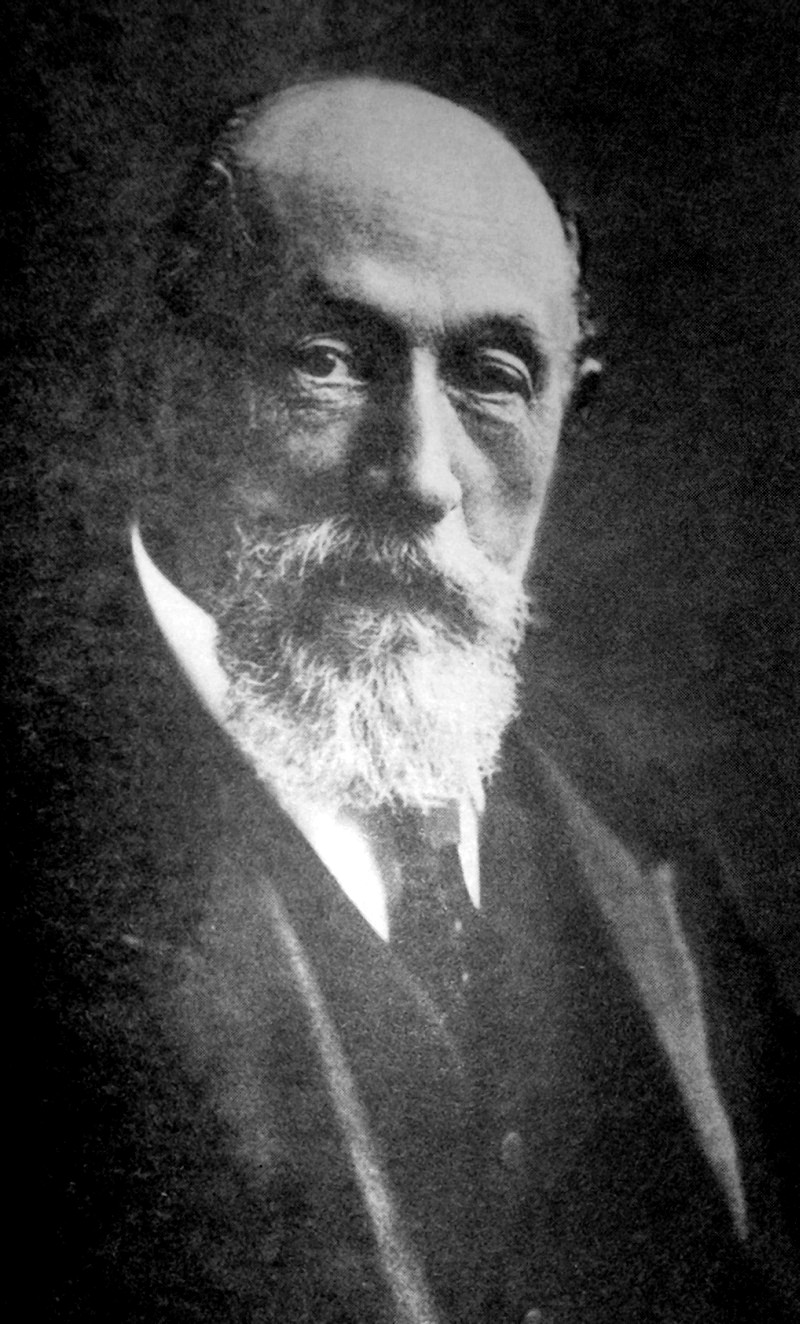

William Lucas Distant (Rotherhithe, 12 november 1845 – Wanstead, 4 februari 1922) was een Engels entomoloog.

## Biografie
Hij was  de zoon van walvisjager Alexander Distant en kon af en toe mee op tochten. Hij kreeg interesse in natuur door trips naar Malakka en Transvaal. Hij beschreef en gaf wetenschappelijke namen aan insecten waaronder vlinders. Dit resulteerde in meerdere beschrijvende publicaties. 
In 1890 huwde hij Edith Blanche de Rubain. In 1922 stierf Distant aan kanker. 
Zijn collectie, bestaande uit 50.000 exemplaren, kwam terecht in het Natural History Museum.

## Publicaties
- Rhynchota: The Fauna of British India, Including Ceylon and Burma
- Insecta transvaaliensia, beschrijving van Transvaalse soorten
- A naturalist in the Transvaal
- A monograph of oriental Cicadidae
- Rhopalocera Malayana, beschrijving van de vlinders van het schiereiland Malakka. online
- Hemiptera
- Biologia centrali-americana. Insecta. Rhynchota. Hemiptera-Heteroptera
- Biologia centrali-americana
- Rhynchotal notes: Membracidae
- Rhynchota from New Caledonia and the surrounding islands
- A synonymic catalogue of Homoptera
- Homoptera. Fam. Cicadidae

- Bibsys: 36448
- Bibliothèque nationale de France: cb10566453d (data)
- Gemeinsame Normdatei: 172055466
- International Standard Name Identifier: 0000 0001 0854 6049
- Library of Congress Control Number: no2007085131
- Nationale Bibliotheek van Israël: 987007392183505171
- Nederlandse Thesaurus van Auteursnamen: 141608625
- Istituto Centrale per il Catalogo Unico: CUBV056495
- SNAC: w6hz20j2
- Système universitaire de documentation: 161211682
- Virtual International Authority File: 2251471
- WorldCat: E39PBJjmVg64GVFCrG6V9WrjG3